# Simón Calvo
Simón Calvo Gutiérrez (Burgos, 28 de octubre de 1898-Burgos, 23 de agosto de 1967) fue un alfarero y artista polifacético español. Se formó en el taller familiar y a partir de 1910 amplió conocimientos en la academia de dibujo y la Sección de Oficios de la Escuela de Artes y Oficios y de Agricultura de su ciudad natal, hasta 1926. Participó en la Exposición Nacional de Bellas Artes de Madrid y en la Exposición Iberoamericana de Sevilla de 1930. Desde 1932 a 1936 fue profesor de cerámica artística en la Escuela Elemental de Trabajo de Burgos.
Además de la producción tradicional de piezas de ollería (ánforas, cántaros, barreños, etc.) llegó a desarrollar un personal «estilo historicista», con especial habilidad para la imitación de modelos cerámicos clásicos, en el modelado de imaginería religiosa, azulejería, esmaltes, pinturas (bodegones y retratos sobre todo), dibujos y algunos trabajos de orfebrería. Buena parte de su obra se conserva en varias instituciones y colecciones de Burgos, entre las que destaca la del Ayuntamiento de la capital burgalesa.